# Manuel Terré Santaliestra
Manuel Terré Santaliestra (Barbastro, Huesca, 1 de enero de 1891 – Ciempozuelos, Madrid, 16 de abril de 1944) fue un músico español perteneciente a la Orden Hospitalaria de San Juan de Dios.

## Biografía
Fue el primero de los cinco hijos que tuvieron Anastasio Terré Zaragoza y Justa Santaliestra Puértolas, labradores de profesión. Al poco tiempo de su nacimiento, empezó a manifestar serios problemas en los ojos, así que sus padres tuvieron que llevarle al próximo pueblo de Pozán de Vero, para que D. Constancio Mediano, médico oculista de la localidad, le visitara; sin embargo, no pudo curar el mal de sus ojos y quedó ciego de por vida. Sus padres no se podían hacer cargo de él, así que el día 6 de agosto de 1895 ingresó en el Asilo Hospital de San Juan de Dios de Barcelona, ubicado en Les Corts. Principalmente era un asilo destinado a niños pobres raquíticos y escrofulosos, pero desde 1887, se había creado una escuela para niños ciegos, donde se les daba instrucción literaria y artística a cargo del maestro, también ciego, Charles Jouseaux, gran organista, compositor y pedagogo que había sido educado en el Instituto Nacional de Jóvenes Ciegos, en París. Terré estudió con él solfeo, armonía, piano, órgano y flauta, y violín con José Espinosa, profesor en el Liceo de Barcelona. También desarrolló una buena técnica de la guitarra.
Unos años más tarde, quiso probar fortuna, y en compañía de otros ciegos, también conocedores del arte musical, intentó ganarse la vida. A los 20 años de edad demostró su monstruosa capacidad retentiva: asistía a estrenos de zarzuelas, revistas, … e inmediatamente dictaba las voces e instrumentación exacta; memoria que explotaba la directiva de una orquestina callejera a la que perteneció, para superar a las demás. Poco tiempo después, se vio precisado a dejar aquella vida ambulante que no se amoldaba a sus nativas inclinaciones, prefiriendo la vida tranquila y sosegada.
Presentándose la ocasión favorable, obtuvo la plaza de organista en el Instituto de San José de Carabanchel Alto, Madrid. Cargo que ocuparía unos años, hasta que empezó a trabajar de organista, director del coro y preceptor musical de la Escolanía del Sagrado Corazón de Jesús en el Sanatorio Psiquiátrico de San José de Ciempozuelos.
De vez en cuando, viajaba a Madrid, donde tenía algunos buenos amigos, también ciegos; y cuando podía acumular algo más de dinero, se volvía a su querida ciudad natal, durante unos días.
Sentía verdadero placer en la interpretación del canto gregoriano. Se le veía habitualmente abstraído en sus músicas, lo que quizá era motivo de su característica personal de incapacidad para afrontar los problemas económico-sociales de la vida. Era, en cambio, exigente en la interpretación de sus obras, hasta el punto de destruirlas cuando no se interpretaban según su concepción.
Falleció a la edad de 53 años, a causa de hematemesis por úlcera gástrica. Fue enterrado en el cementerio de Ciempozuelos.

## Obras (selección)
- Misa Breve y Sencilla sobre motivos del «Qui Cupis Miracula» a 2 voces de niños con acompañamiento de órgano o harmonium, escrita el año 1928 y dedicada a la Hermandad de la Basílica de San Juan de Dios en Granada, para ejecutarla en los días 8 de cada mes.
- Misa Pastorella a 2 voces, estrenada el 25 de diciembre de 1932 en el Sanatorio Psiquiátrico de San José de Ciempozuelos.[4]
- Misa en honor de Santa Lucía, Virgen y Mártir a tres voces viriles con acompañamiento de órgano o harmonium e instrumentos de cuerda ad libitum, escrita el año 1941 y dedicada a la Organización Nacional de Ciegos (Barcelona).
- Hodie Christus natus est. Antífona para Navidad a dos voces
- Sacris solemniis
- Tantum ergo a tres voces
- Salve Regina
- El Apóstol de Granada, drama lírico en verso, en tres actos y un prólogo, inspirado en la vida y episodios de San Juan de Dios, letra de Ramón Rojas Peñafiel. Estrenado el 8 de marzo de 1934 en el Sanatorio Psiquiátrico de San José de Ciempozuelos.
- San Lorenzo o la Caridad cristiana, drama lírico estrenado el 24 de octubre de 1934 en el Sanatorio Psiquiátrico de San José de Ciempozuelos.
- Himno a Barbastro a coro unísono (con letra del Reverendo P. Vicente Mielgo Castel)
- Pasodoble schottis mazurca
- Gozos al Santo Niño Nuestro Buen Jesús de Granada para tres voces mixtas, órgano y pequeña orquesta ad libitum, dedicado al Asilo de San Rafael de Granada.
- Páuperi pórrige manum tuam, gradual a 3 voces graves solas (originalmente fue escrito también para órgano, hoy perdido).
- Pues el triste y desvalido…, gozos a 2 voces con acompañamiento de órgano.
- Puesto que eres poderoso, gozos a 1 voz con acompañamiento de órgano y 3 voces graves solas; escrito conjuntamente con Joan Orpinell, otro músico de la orden; letra de Fr. Juan de San Antonio, Pbro. O. H.
- Pues sois príncipe, gozos a 3 voces graves, con acompañamiento de órgano.
- Adoración del niño Jesús, villancico a solo y coro a 3 voces con acompañamiento de órgano; letra popular.
- Trisagio Mariano a dos voces.
- Miserere a dos voces.
- Miserere a tres voces.
- Las siete palabras de Nuestro Señor Jesucristo a tres voces.
- Ave María (Ofertorio a la Inmaculada).
- Gozo a San Juan de Dios a dos voces
- Marcha en honor de San Rafael Arcángel a dos voces
- Himno de la Escolanía del Sagrado Corazón de Jesús a dos voces (con letra de Benito José Labre, O.H.)
- Gozo a San Juan de Dios a tres voces
- Gozos a San Rafael a dos voces
- Princeps Gloriosissime. Ofertorio a San Rafael a tres voces
- Villancico al Niño Jesús a dos voces